# Hugo Urchetti
Hugo Urchetti (* 10. Mai 1919 in Luino; † 5. August 2004 in Genf) war ein Schweizer Tischtennisspieler und -funktionär. In den 1940er und 1950er Jahren war er der führende Spieler der Schweiz. Für seine Verdienste um den Tischtennissport wurde er mit dem ITTF Merit Award ausgezeichnet.

## Aktiver
Hugo Urchetti betrieb zunächst Radsport (Velo) und Tennis, ehe er sich auf Tischtennis konzentrierte. Zahlreiche Titel gewann er bei den Nationalen Schweizer Meisterschaften: Von 1942 bis 1964 wurde er 16 mal Meister im Einzel, 19 mal im Doppel und 13 mal im Mixed. Mit TTC Silver Star Genf wurde er von 1936 bis 1963 in jedem Jahr, mit Ausnahme von 1943, Schweizer Mannschaftsmeister, insgesamt 27 mal. Bei den Internationalen Schweizer Meisterschaften siegte er zwischen 1937 und 1955 neunmal im Einzel, elfmal im Doppel und zehnmal im Mixed.
Insgesamt achtmal wurde Urchetti in der Zeit von 1947 bis 1957 für die Teilnahme an Weltmeisterschaften nominiert, wo er 1950 mit der Schweizer Mannschaft Fünfter wurde.

## Funktionär
Hugo Urchetti war 57 Jahre lang Präsident des Schweizer Vereins TTC Silver Star Genf, wo er sich auch um das Jugendtraining und die Förderung junger Talente kümmerte. 1967 gehörte er zu den Mitbegründern des Swaythling Club International. Von 1963 bis 1969 und 1972 bis 1975 stand er dem Schweizerischen Tischtennisverband (STTV) als Präsident vor. Hier koordinierte er die Zusammenarbeit der acht Regionalverbände. Zudem setzte er sich dafür ein, dass Tischtennis olympische Sportart wurde. Hierfür verlieh ihm im Jahr 2000 das Internationale Olympische Komitee IOC den Olympischen Orden. Bereits 1989 würdigte der Weltverband ITTF seine Verdienste und verlieh ihm den ITTF Merit Award.

## Privat
Hugo Urchettis Vater war Norditaliener, seine Mutter stammte aus dem Tessin. Mitte der 1950er Jahre heiratete er die Schweizer Nationalspielerin Marie-Jeanne. Seinen Lebensunterhalt verdiente er als Finanzchef bei der Firma Givaudan.

## Turnierergebnisse
| Verband | Veranstaltung     | Jahr | Ort       | Land | Einzel     | Doppel    | Mixed         | Team |
| ------- | ----------------- | ---- | --------- | ---- | ---------- | --------- | ------------- | ---- |
| SUI     | Weltmeisterschaft | 1957 | Stockholm | SWE  | letzte 32  | letzte 64 | letzte 64     | 17   |
| SUI     | Weltmeisterschaft | 1955 | Utrecht   | NED  | letzte 64  | letzte 64 | letzte 64     | 14   |
| SUI     | Weltmeisterschaft | 1954 | Wembley   | ENG  | letzte 64  | letzte 16 | letzte 128    | 25   |
| SUI     | Weltmeisterschaft | 1953 | Bukarest  | ROU  | letzte 128 | letzte 32 | keine Teiln.  | 13   |
| SUI     | Weltmeisterschaft | 1951 | Wien      | AUT  | letzte 128 | letzte 64 | letzte 32     | 7    |
| SUI     | Weltmeisterschaft | 1950 | Budapest  | HUN  | letzte 16  | letzte 64 | keine Teiln.  | 5    |
| SUI     | Weltmeisterschaft | 1949 | Stockholm | SWE  | letzte 64  | letzte 64 | Scratched     | 13   |
| SUI     | Weltmeisterschaft | 1947 | Paris     | FRA  | letzte 32  | letzte 64 | Viertelfinale | 13   |